# David Michineau
David Michineau (* 6. Juni 1994 in Les Abymes) ist ein französischer Basketballspieler.

## Werdegang
Michineau spielte auf seiner Heimatinsel Guadeloupe im Jugendbereich des Vereins ASS New Star in der Stadt Les Abymes. 2009 wechselte er zu Élan Sportif Chalonnais, wurde im Nachwuchsleistungszentrum des Erstligisten ausgebildet, zu seinen Mannschaftskollegen gehörte damals der Schweizer Clint Capela. Sein erstes Spiel in der höchsten französischen Liga, LNB ProA, bestritt Michineau in der Saison 2013/14. Von Februar 2014 bis zum Saisonende 2013/14 spielte er leihweise für den Zweitligisten Châlons-Reims.
Beim NBA-Draftverfahren im Juni 2016 war er einer von fünf Franzosen, die ausgewählt wurden, Michineaus Rechte gingen an 39. Stelle an die New Orleans Pelicans, die diese an die Los Angeles Clippers abtraten. Er wechselte jedoch nicht in die NBA, sondern blieb in Frankreich. In seiner Zeit bei Hyères Toulon Var Basket erhöhte sich seine Einsatzzeit im Vergleich zu den Vorjahren deutlich. Zur Saison 2017/18 wechselte er innerhalb von Frankreichs erster Liga zu Cholet Basket. Im Juni 2018 wurde er von Cholets Ligakonkurrent Levallois Metropolitans verpflichtet.
2022 wechselte Michineau erstmals ins Ausland, er nahm ein Vertragsangebot des italienischen Erstligisten Napoli Basket an. Die Mannschaft verließ er nach einem Spieljahr und wechselte in die Türkei zu Bursaspor.

### Nationalmannschaft
Michineau nahm 2012 mit Frankreichs U18-Nationalmannschaft am Albert-Schweitzer-Turnier teil. Er wurde im Februar 2020 erstmals in Frankreichs Herrennationalmannschaft eingesetzt. In seinem ersten Spiel erzielte er in der Europameisterschaftsqualifikation 16 Punkte gegen Deutschland.